# Parnoy-en-Bassigny
Parnoy-en-Bassigny este o comună în departamentul Haute-Marne din nord-estul Franței. În 2009 avea o populație de 294 de locuitori. Numele comunei este o combinație între Parnot și Fresnoy, cele două localități componente.
În perimetrul comunei s-a aflat Mănăstirea Morimond, desființată în anul 1791 în contextul descreștinării și distrusă ulterior.

## Evoluția populației
| An        | 1975 | 1982 | 1990 | 1999 | 2006 | 2009 |
| --------- | ---- | ---- | ---- | ---- | ---- | ---- |
| Populație | 388  | 352  | 338  | 310  | 315  | 294  |

## Galerie de imagini

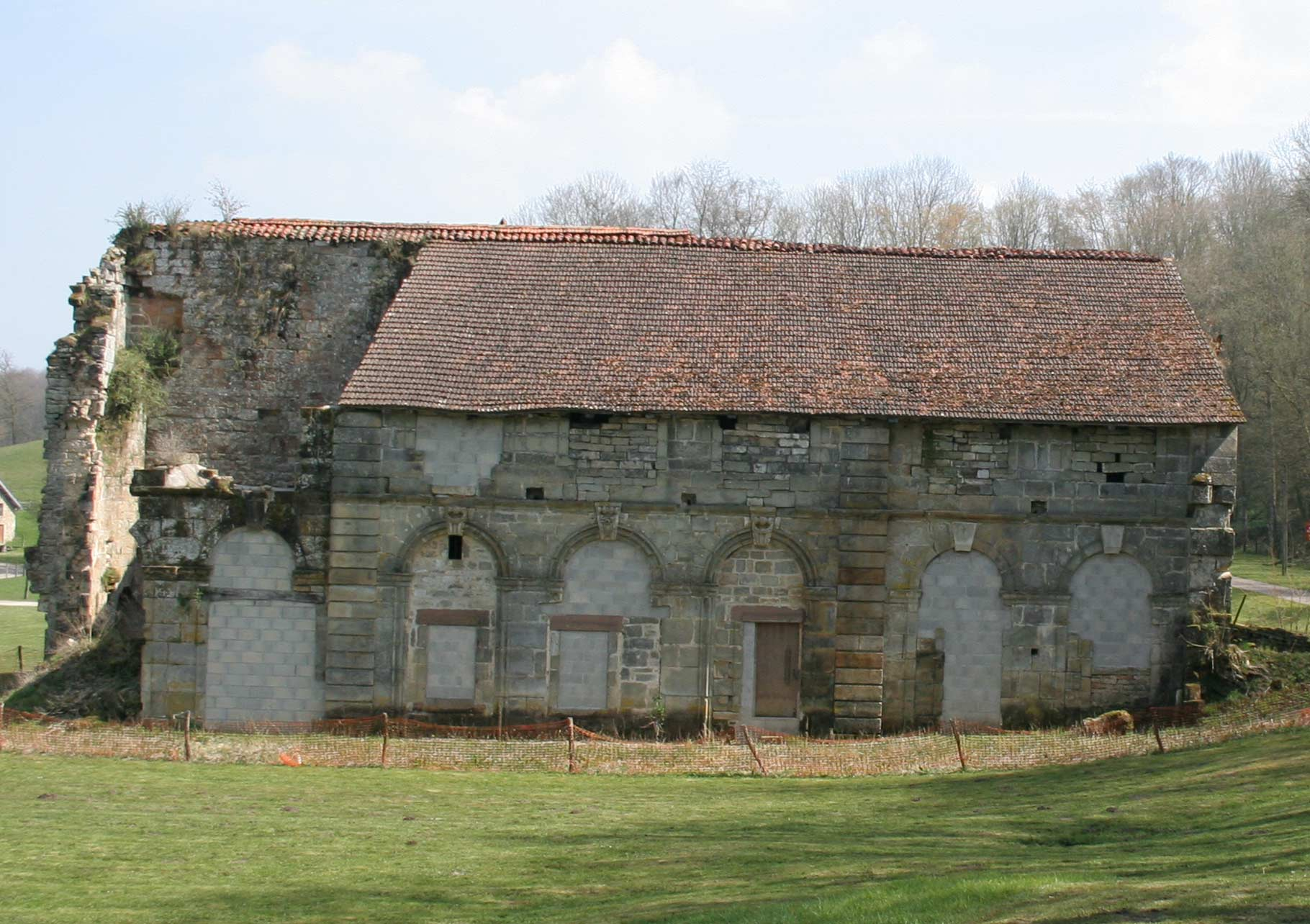
Ruinele bibliotecii Mănăstirii Morimond